# Рой, Рэйчел
Рэ́йчел Рой (англ. Rachel Roy; 15 января 1974, Монтерей, Калифорния, США) — американский модельер.

## Биография
Рэйчел Рой 15 января 1974 года в городе Монтерей (штат Калифорния, США) в семье индийца и голландки. У Рэйчел есть брат — охранник Раджендра Рой.
Рэйчел начала свою карьеру в 1988 году в своём родном городе Монтерей. В 2005 году Рой запустила коллекцию одежды своего имени.

## Личная жизнь
В 2005—2011 года Рэйчел была замужем за музыкальным продюсером  Дэймоном Дэшем (род. 1971). У бывших супругов есть две дочери — Ава Дэш (род. 7 декабря 1999) и Таллула Рут Дэш (род. 13 мая 2008).